# Toka
Toka é uma aldeia indígena dos ameríndios Macuxi na região do Alto Tacutu-Alto Essequibo da Guiana.  Ele está localizado nas zonas úmidas do norte de Rupununi.

## Visão geral
A principal língua falada em Toka é o macuxi com o inglês como língua secundária. A aldeia tem uma escola primária e um posto de saúde. Em 2021, um sistema de água foi instalado na vila. A economia é baseada na agricultura e no comércio. A ligação à Internet é fornecida através de Wi-Fi gratuito.
Em 1969, Toka foi uma das aldeias que se rebelaram contra o governo de Burnham na Revolta de Rupununi. A revolta foi dispersada e a aldeia foi incendiada pela Força de Defesa da Guiana.
Toka está localizada na estrada Linden – Lethem.